# Cratere Maggini
Maggini  è un cratere sulla superficie di Marte. È dedicato all'astronomo italiano Mentore Maggini.